# Парк «Теремки»
Парк «Теремки́» — парк у Голосіївському районі міста Києва, у межах житлового масиву Теремки-II. 

## Розташування
Розташований між вулицями Василя Касіяна та Степана Рудницького.
Парк створений вздовж озер № 1, 2 і 3 річки Нивка.

## Відпочинкова інфраструктура
На березі одного з озер обладнано піщаний пляж. На території парку знаходяться церква Преображення Господнього (ПЦУ) та Храм святих мучеників страстотерпців князів Бориса і Гліба (ПЦУ). Особливістю парку є майданчик для гри в петанк.
Ближче до перехрестя вулиць Степана Рудницького та Героїв Маріуполя знаходиться сквер Героїв Маріуполя, де до 2021 року було встановлено пам'ятний знак на честь дружби Києва та Москви.